# Lasioglossum sanfrancisconis
Lasioglossum sanfrancisconis är en biart som först beskrevs av Embrik Strand 1917.  Lasioglossum sanfrancisconis ingår i släktet smalbin, och familjen vägbin. Inga underarter finns listade i Catalogue of Life.